# روبرت فيرند
روبرت فيرند (بالإنجليزية: Rupert Friend)‏ (مواليد 1981) هو ممثل، وكاتب سيناريو بريطاني. ولد في أكسفوردشير.

## التعليم
تعلم في أكاديمية ويبر دوغلاس للفنون الدرامية ‏

## الأعمال

### أفلام
| السنة | الفيلم                    | الدور                 |
| ----- | ------------------------- | --------------------- |
| 2004  | الخليع                    | دونز                  |
| 2005  | كبرياء وتحامل             | السيد ويكهام          |
| 2007  | الفيلق الأخير             | ديميتريوس             |
| 2007  | الحرير                    | ضيف في حفل الزفاف     |
| 2008  | جولين                     | كوكو ليكر             |
| 2008  | الصبي في البيجامة المخططة | الملازم كيرت كوتلر    |
| 2009  | فيكتوريا الصغيرة          | الأمير ألبرت          |
| 2011  | 5 أيام من الحرب           | توماس أندرس           |
| 2013  | نظرية الصفر               | رجل في الشارع التجاري |
| 2015  | العميل 47                 | العميل 47             |
| 2017  | وفاة ستالين               | فاسيلي ستالين         |
| 2018  | عند بوابة الخلود          | [ثيو فان جوخ          |
| 2018  | معروف بسيط                | دينيس نايلون          |
| 2021  | لانهائي                   | باثورست 1985          |
| 2021  | الوفد الفرنسي             | دريل-سيرجنت           |
| 2022  | النظرات الأخيرة           | ويلسون سيكورسكي       |
| 2023  | مدينة الكويكب             | مونتانا/أسكويث إيدن   |
| 2025  | رفيق                      | سيرجي                 |

## روابط خارجية
- روبرت فيرند على موقع IMDb (الإنجليزية)
- روبرت فيرند على موقع قاعدة بيانات الأفلام العربية
- روبرت فيرند على موقع ألو سيني (الفرنسية)
- روبرت فيرند على موقع أول موفي (الإنجليزية)
- روبرت فيرند على موقع قاعدة بيانات الأفلام السويدية (السويدية)
- روبرت فيرند على موقع إن إن دي بي (الإنجليزية)
- روبرت فيرند على موقع قاعدة بيانات الفيلم (الإنجليزية)
- روبرت فيرند على موقع كينوبويسك (الروسية)